# Hernando da Silva Ramos
Hernando João "Nano" da Silva Ramos (ur. 7 grudnia 1925 w Paryżu) – były brazylijski kierowca wyścigowy francuskiego pochodzenia.

## Kariera
Da Silva Ramos był synem bogatego biznesmena, który ścigał się samochodami Bugatti w latach 30. W wyścigach zadebiutował w Brazylii w 1947 roku, ścigając się samochodami MG. Następnie przeniósł się do Europy, gdzie ścigał się samochodami Aston Martin. W 1955 roku dołączył do Equipe Gordini i zadebiutował w Formule 1. W sumie w Formule 1 wystartował w 7 Grand Prix i zdobył 2 punkty. Po 1956 roku wycofał się z Formuły 1, ale okazjonalnie ścigał się do 1959 roku. W 1959 roku zakończył karierę.
Czterokrotnie brał udział w wyścigu 24h Le Mans.
Mieszka w Ascain we Francji.

## Wyniki
| Legenda oznaczeń w tabelach wyników Wyświetl szablon na nowej stronie | Legenda oznaczeń w tabelach wyników Wyświetl szablon na nowej stronie                                                                     |
| Oznaczenie                                                            | Wyjaśnienie |
| --------------------------------------------------------------------- | --- |
| Złoty                                                                 | Zwycięzca lub mistrzostwo |
| Srebrny                                                               | 2. miejsce lub wicemistrzostwo |
| Brązowy                                                               | 3. miejsce lub II wicemistrzostwo |
| Zielony                                                               | Ukończył, punktował (w klasyfikacji generalnej, gdy zdobył co najmniej jeden punkt na przestrzeni sezonu, poza trzema powyższymi opcjami) |
| Niebieski                                                             | Ukończył, nie punktował (w klasyfikacji generalnej, gdy nie zdobył co najmniej jednego punktu na przestrzeni sezonu)                      |
| Czerwony                                                              | Nie zakwalifikował się (NZ) |
| Czerwony                                                              | Nie prekwalifikował się (NPK) |
| Różowy                                                                | Nie ukończył (NU) |
| Różowy                                                                | Niesklasyfikowany (NS) (w klasyfikacji generalnej, gdy nie został sklasyfikowany w żadnym wyścigu sezonu)                                 |
| Czarny                                                                | Zdyskwalifikowany (DK) |
| Czarny                                                                | Wykluczony (WYK/EX) |
| Biały                                                                 | Nie wystartował (NW) |
| Biały                                                                 | Kontuzjowany (K/INJ) |
| Biały                                                                 | Wyścig odwołany (OD/C) |
| Bez koloru                                                            | Został wycofany (WYC/WD) |
| Bez koloru                                                            | Nie przybył (NP/DNA) |
| Bez koloru                                                            | Nie brał udziału w treningach (NT/DNP) |
| Bez koloru                                                            | Nie został zgłoszony (–) |
| Pogrubienie                                                           | Start z pole position |
| Kursywa                                                               | Najszybsze okrążenie wyścigu |
| †                                                                     | Nie ukończył, ale jego rezultat został zaliczony ze względu na przejechanie więcej niż 90% dystansu wyścigu.                              |
| *                                                                     | Sezon w trakcie |
| 1/2/3                                                                 | Punktowana pozycja w sprincie kwalifikacyjnym                                                                                             |
| Lista systemów punktacji Formuły 1                                    | |

### Formuła 1
| Rok  | Zespół         | Samochód    | Silnik     | 1   | 2     | 3   | 4   | 5     | 6      | 7      | 8      | Msc. | Pkt. |
| ---- | -------------- | ----------- | ---------- | --- | ----- | --- | --- | ----- | ------ | ------ | ------ | ---- | ---- |
| 1955 | Equipe Gordini | Gordini T16 | Gordini R6 | ARG | MCO   | 500 | BEL | NLD 8 | GBR NU | ITA NU |        | –    | 0    |
| 1956 | Equipe Gordini | Gordini T16 | Gordini R6 | ARG | MCO 5 | 500 | BEL |       |        |        |        | 19   | 2    |
| 1956 | Equipe Gordini | Gordini T32 | Gordini R8 |     |       |     |     | FRA 8 | GBR NU | DEU    | ITA NU | 19   | 2    |

### 24h Le Mans
| Rok  | Msc.  | Kat.  | Nr | Zespół              | Kierowcy                                 | Samochód                   | Silnik              | Okr. |
| ---- | ----- | ----- | -- | ------------------- | ---------------------------------------- | -------------------------- | ------------------- | ---- |
| 1954 | 30 NU | S 3.0 | 27 | Jean-Paul Colas     | Jean-Paul Colas/ Hernando da Silva Ramos | Aston Martin DB2/4 Vignale | Aston Martin 2.9 R6 | 121  |
| 1955 | 26 NU | S 2.0 | 30 | Automobiles Gordini | Jacques Pollet/ Hernando da Silva Ramos  | Gordini T15S               | Gordini 2.0 R8      | 145  |
| 1956 | 25 NU | S 3.0 | 16 | Automobiles Gordini | Hernando da Silva Ramos/ André Guelfi    | Gordini T23S               | Gordini 2.5 R6      | 90   |
| 1959 | 49 NU | S 3.0 | 15 | Scuderia Ferrari    | Cliff Allison/ Hernando da Silva Ramos   | Ferrari 250 TR59           | Ferrari 3.0 V12     | 41   |